# Guvernul George Gr. Cantacuzino (1)

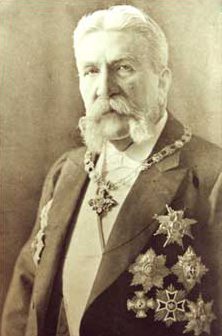
Gheorghe Grigore Cantacuzino (1837 - 1913), prim ministru în acest guvern

Guvernul George Gr. Cantacuzino (1) a fost un consiliu de miniștri care a guvernat România în perioada 11 aprilie 1899 - 6 iulie 1900.

## Componența
- Președintele Consiliului de Miniștri

George Gr. Cantacuzino (11 aprilie 1899 - 6 iulie 1900)
- Ministrul de interne

George Gr. Cantacuzino (11 aprilie 1899 - 9 ianuarie 1900)
General George Manu (9 ianuarie - 6 iulie 1900)
- Ministrul de externe

Ion Lahovari (11 aprilie 1899 - 6 iulie 1900)
- Ministrul finanțelor

General George Manu (11 aprilie 1899 - 9 ianuarie 1900)
Take Ionescu (9 ianuarie - 6 iulie 1900)
- Ministrul justiției

Constantin G. Dissescu (11 aprilie 1899 - 6 iulie 1900)
- Ministrul de război

General Iacob Lahovari (11 aprilie 1899 - 6 iulie 1900)
- Ministrul cultelor și instrucțiunii publice

Take Ionescu (11 aprilie 1899 - 9 ianuarie 1900)
Dr. Constantin Istrati (9 ianuarie - 6 iulie 1900)
- Ministrul agriculturii, industriei, comerțului și domeniilor

Nicolae Fleva (11 aprilie 1899 - 6 iulie 1900)
- Ministrul lucrărilor publice

Dr. Constantin Istrati (11 aprilie 1899 - 9 ianuarie 1900)
Ion C. Grădișteanu (9 ianuarie - 6 iulie 1900)

## Sursa
- Stelian Neagoe - "Istoria guvernelor României de la începuturi - 1859 până în zilele noastre - 1995" (Ed. Machiavelli, București, 1995)

| Precedat(ă) de: Guvernul Dimitrie A. Sturdza (2) | Guvernul George Gr. Cantacuzino (1) 11 aprilie 1899 - 6 iulie 1900 | Succedat(ă) de: Guvernul Petre P. Carp (1) |